# Pierre Rodocanachi
Pierre Rodocanachi (n. 2 octombrie 1938, Paris, Franța) este un scrimer ce a reprezentat Franța, medaliat olimpic. A participat la o ediție a Jocurilor Olimpice (1964) în care a câștigat o medalie de bronz.

## Participări
Lista de mai jos prezintă principalele competiții la care a participat Pierre Rodocanachi de-a lungul carierei.
- fencing at the 1964 Summer Olympics – men's team foil[*][4]